# Famille Tschudy
Pour les articles homonymes, voir Tschudi.
 (août 2024).
Si vous disposez d'ouvrages ou d'articles de référence ou si vous connaissez des sites web de qualité traitant du thème abordé ici, merci de compléter l'article en donnant les références utiles à sa vérifiabilité et en les liant à la section « Notes et références ».
La famille Tschudy, ou Tschoudy, avec un i ou un y, est une famille noble originaire de Suisse. Une branche en France a marqué l'histoire du village de Colombey en pays messin.

## Variantes orthographiques
Le patronyme a été orthographié de toutes les manières possibles.
Des contemporains de l’Académie et de la Société des Philathènes de Metz l’écrivaient de diverses façons : Tschoudy, Tchudi, Tstudi, Tschudy, etc.
Bégin prend position (Biographie, tome IV, p. 367.) : « Les auteurs ne sont pas d’accord sur l’orthographe du nom de Tschudy. L’Encyclopédie in-4, les journaux du siècle dernier et presque tous les ouvrages écrivent Tschoudi. »
M. Viville met dans son premier volume Tschoudy et dans le deuxième… Tschoudi.
La Biographie universelle écrit Tschudi, mais la signature de Tschudy le fils rectifie l’orthographe de ce nom. Bégin a tort, le baron de « Tschoudi » père a toujours écrit son nom ainsi, y compris dans les registres de présence de l’Académie.
La réédition de 2006 de L'Étoile Flamboyante par Louis, Théodore, Henri de Tschoudy orthographie le nom Tschoudy, en notant également l'utilisation fréquente de Tshudy.

## Armes
| Blason | Blasonnement : Écartelé aux premier et quatrième cantons, d’or à un sapin de sinople chargé de neuf pommes de gueules, aux deuxième et troisième cantons, d’or à un chamois contourné. |

## Une famille suisse anoblie par le roi de France
Tschudy est l’un des noms les plus anciens et les plus populaires de la Suisse. Jean Tschudy, premier du nom en est maire de Glaris dès le Xe siècle.
Au début du XVIe siècle, Hans Tschudy est tanneur, bourgeois de Bâle en 1502, il fait partie du conseil de Bâle de 1513 à 1517 et est présent à la bataille de Marignan en 1515.
Son arrière-petit-fils, Laurent Tschudy, un calviniste né à Coire en 1582, avait quitté comme tant d’autres de ses compatriotes suisses, les pâturages du canton de Glaris, pour venir guerroyer aux côtés de Henri IV et faire office de secrétaire-interprète en langue germanique. Il a été anobli par Louis XIV en août 1660, en récompense de ses services rendus à la France. Il avait épousé une demoiselle de Planta, d’une illustre famille de Grisons.

## Personnalités

### Théodore de Tschudi (1643-1692)
Leur fils, Théodore de Tschudy est né également à Coire en 1643. Il est capitaine d’une compagnie franche suisse d’infanterie et reçoit le même titre d’anoblissement que son père devenant ainsi grand bailli de la ville de Metz. Il devient propriétaire du village de Colombey en 1684, l’ayant racheté aux héritiers Michelet. Quoique réformé, il reste en France après la révocation de l’édit de Nantes et ne répond pas à l’appel de l’édit de Potsdam. Au lieu d’aller servir le roi de Prusse comme les Ancillon, les le Duchat et les Savigny, il continue d’habiter près de Metz et, s’étant converti, est nommé grand bailli de Metz par le Roi. Il épouse à Metz Élisabeth Grandjambe, fille d’un conseiller échevin messin. Il donne naissance à une lignée d’hommes libres, tous seront soldats dans des régiments suisses.

### Théodore (1681- )
Lui succéda à Colombey son cadet Théodore, né à Metz en 1681. Il a épousé à Metz le 9 septembre 1733 Thérèse de Navarre, dame de la Grange Mercier. En 1712 il est propriétaire de tout Colombey. Il fit démolir l’ancien château féodal pour construire, un peu plus au sud, une grande maison dans le style de l’époque : moins imposante mais plus agréable à habiter et plus confortable, ouvrant sur un jardin à l'anglaise. Il commença à aménager le petit bois en parc où poussaient des essences lorraines, hêtres, chênes et charmes.

### Louis, Théodore, Henri (1727-1769)
Franc-maçon très actif. La première loge maçonnique de Metz, l'atelier Saint Jean de l'Amitié de Saint-Étienne, renaît le 14 novembre 1762 sous sa direction et compte surtout parmi ses membres des officiers du parlement de Metz. Grand voyageur, il vécut, sous le nom de Chevalier de Lussy, en Italie et aux Pays-Bas, et ensuite à Saint-Petersbourg. Il publia en Italie des attaques contre les condamnations pontificales (Étrenne au Pape ou Les Francs-maçons vangés, 1752, publié anonymement) et en 1766 à Paris son œuvre maîtresse, l'Étoile Flamboyante,

### Jean-Baptiste-Louis-Théodore (1734-1784)

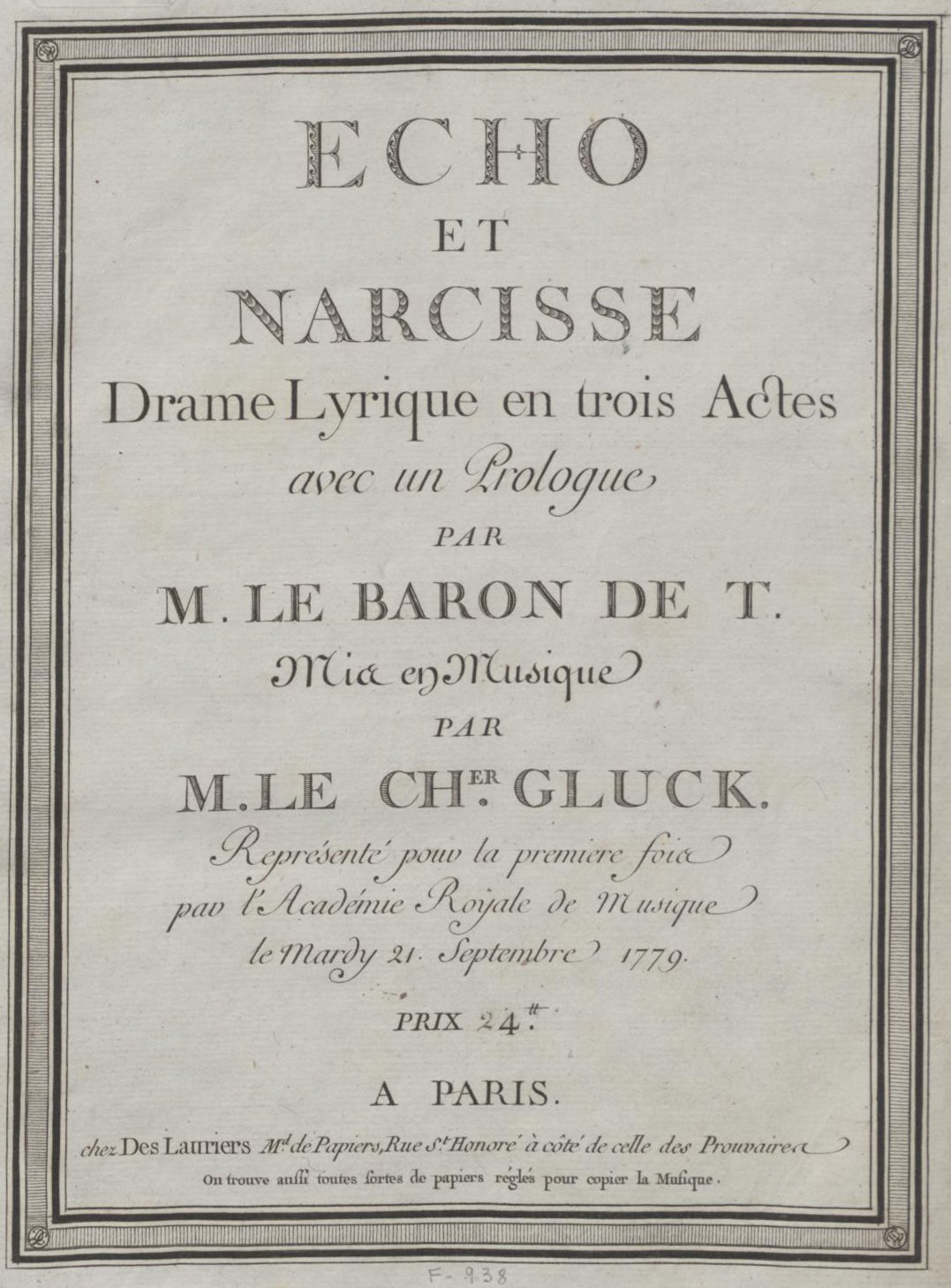
Couverture d’Écho et Narcisse.

Leur fils aîné, Jean-Baptiste-Louis-Théodore est né à Metz le 25 août 1734.
Enfant, il sera confié à des membres de sa famille habitant Glaris (sa mère étant décédée alors qu’il avait un an). C’est en Suisse que son enfance fut marquée par la beauté de la nature. Cet amour nourrira son inspiration dans l’agencement du domaine de Colombey et dans ses recherches agricoles, ainsi que dans sa poésie.
Il épousa en 1757 la belle Jacobée-Pauline-David-Christine-Françoise de Tschudi, fille de son cousin germain Claude Henry, seigneur d’Augny et de Vantoux.
D'abord capitaine d’un régiment suisse, seigneur de Colombey, grand bailli de Metz de 1760 à 1774, il fut aussi ministre du prince-évêque de Liège et son chargé d’affaires à Versailles à partir de 1777. Membre zélé de l’Académie de Metz depuis 1761 dont il fut l’un des principaux fondateurs et qu’il présida à plusieurs reprises, il s’intéressa à la littérature, à l’horticulture et à la botanique.
Il herborisa dans les montagnes suisses et françaises, planta dans son jardin de Colombey de nombreuses plantes exotiques et publia des articles et mémoires sur l’agriculture et les prairies artificielles (1763), la culture de la luzerne (1764), la « culture » des forêts et l’utilité de leur plantation (1766), sur les arbres et différents végétaux. Il écrivit des articles de botanique dans l’encyclopédie d’Yverdun et dans celle de Genève.
Il convertit les environs du château de Colombey en parc anglais : il avait fait planter à grands frais des arbres venus d’Asie, d’Afrique et d’Amérique. Nous lui devons de connaître le robinier, l’acacia, le sophora, le noyer d’Amérique et le vernis du Japon.
Également musicien, il est l’auteur d’une ode : Vénus dans la vallée de Tempé (1773), d’une pastorale : Écho et Narcisse (1779) qui fut joué à l’Opéra sur une musique de Christoph Willibald Gluck qu'il rencontra à Paris) et aussi d’une tragédie lyrique : Les Danaïdes (1784, également sur une musique de Gluck). Il est également auteur d’une pièce célèbre : Hymne à l’amitié.
Jean-Baptiste-Louis-Théodore de Tschudi meurt à Versailles le 7 mars 1784, des suites d’une courte maladie. Son épouse resta à Colombey et continua l’exploitation du domaine avec l’aide des fermiers et jardiniers formés par son mari.
Les Annonces Affiches et Avis divers de mars 1784, précisent " Jean Baptiste Louis Théodore, baron de Tschoudy, ancien bailly et chef de la noblesse du pays messin, auteur de la pastorale d'Echo et de Narcisse, mise en musique par Ch. Glück" et indiquent la date du 8 mars 1784 qui peut-être celle du convoi à Saint-Sulpice, le lieu du décès mentionné étant rue de Bourgogne à Paris.

### Jean-Joseph-Charles-Richard (1764-1822)
Né à Metz le 3 avril 1764, fils de Jean-Baptiste-Louis-Théodore, il fut également un horticulteur distingué. Il devint général après avoir offert ses services au roi de Naples. À la Restauration seulement, le général napolitain devenu baron et sa mère décédée, reprit en main le domaine de Colombey.
Le domaine avait fort souffert du passage des Prussiens, Autrichiens et Russes qui y bivouaquèrent en 1815. Aussi s’adonna-t-il avec énergie à sa remise en état. Il s’occupa spécialement à planter des conifères de toutes espèces et c’est là qu’il changea de blason.
En 1816, il publie à Metz un « Catalogue des arbres qu’on peut se procurer dans les pépinières de Colombey, près de Metz, accompagné d’indications sur leur culture et leur transplantation. »
En plus de toutes les qualités, la philosophie et l’horticulture, qu’il avait héritées de son père, il devint donc également commerçant.
Après de nombreux travaux sur la greffe des herbes, plantes et arbres, des expériences sur la sève de l’érable à sucre, etc., il publia en 1819 un ouvrage sur les greffes Essai sur la greffe de l’herbe des plantes et des arbres.
Marié à demoiselle Agathe-Rose-Marie-Éléonore de Riencourt-Vauzelle (1772-1844), il eut deux filles :
1. Anne-Charlotte (1811-1861) qui a épousé le 8 mai 1833 le baron Jean-Baptiste-Laurent-Adrien de Tricornot (1822-1872), ancien officier de cuirassiers issu d’une ancienne famille noble de Haute Marne, qui hérita alors de la terre de Colombey ;
2. Marie-Alendrine (1808-).

Il mourut le 15 août 1822 à Metz.